# Río Yata
Der Río Yata ist ein Fluss im Tiefland des südamerikanischen Binnenlandes Bolivien. Er liegt im Einzugsgebiet des Amazonas.

## Verlauf
Der Río Yata hat eine Gesamtlänge von 1006 Kilometern. Er entspringt in einer Höhe von 165 m etwa 25 Kilometer nordöstlich des Rogagua-Sees im Municipio Santa Rosa in der Provinz Ballivián im Departamento Beni.
Der Fluss fließt auf seiner gesamten Länge in weitgehend nordöstlicher Richtung und durchquert hierbei das Municipio Exaltación in der Provinz Yacuma und die Provinz Vaca Díez, wo der Fluss über weite Strecken die Grenze zwischen dem Municipio Riberalta und dem Municipio Guayaramerín bildet. Nach etwas mehr als 1000 Kilometern mündet der Río Yata auf einer Höhe von 107 m in den Río Mamoré kurz bevor dieser sich mit dem Río Beni zum Rio Madeira vereinigt.

## Flusslänge
Auf Grund des geringen Gefälles und der Ebenheit des Geländes weist der Fluss vor allem im Oberlauf und Mittellauf eine große Anzahl von Mäandern und Altwasserarmen auf. Zwischen Quelle und Mündung des Río Yata liegt heute eine Luftlinienentfernung von nur knapp 400 Kilometern.

## Besiedlung
Der Río Yata fließt auf seiner gesamten Länge durch Buschland und Tropenwald und weist nur eine sehr geringe Besiedlung auf. Wesentliche Ortschaften haben sich nur dort gebildet, wo die Nationalstraße Ruta 8 den Fluss kreuzt. Dies ist bei Flusskilometer 105 die Ortschaft Ponton Santa Teresa del Yata und bei Flusskilometer 904 die Ortschaft Rosario del Yata. Der Río Yata geriet 2011 in die internationalen Schlagzeilen, als ein 18-jähriger betrunkener Mann in der Nähe der Ortschaft Rosario del Yata von Piranhas getötet wurde.